# Kębłowice (województwo mazowieckie)
Kębłowice – wieś sołecka w Polsce położona w województwie mazowieckim, w powiecie płońskim, w gminie Naruszewo.
W latach 1975–1998 miejscowość administracyjnie należała do województwa ciechanowskiego. 
Wieś Kiemblowice należała do dzierżawy Radzikow starostwa zakroczymskiego w 1617 roku. W 1660 powstało niegrodowe starostwo kębłowickie. Powstało w wyniku oddzielenia się dwóch wsi Kębłowic i Radzikowa wraz z sołectwami, folwarkami i przyległościami od dawniejszego starostwa wyszogrodzkiego. W 1771 po Wojciechu Nakwaskim, chorążym wyszogrodzkim, posiadał to starostwo Onufry Bromirski, starosta płocki.